# Garuda-Indonesia-Flug 035
Auf dem Garuda-Indonesia-Flug 035 (Flugnummer: GA035) verunglückte am 4. April 1987 eine Douglas DC-9-32 der Garuda Indonesia. Die Maschine war in Banda Aceh gestartet und befand sich im Anflug auf den Flughafen Polonia in Medan, als sie bei schwierigen Wetterverhältnissen zu Boden stürzte und in Brand geriet. Bei dem Unfall kamen 23 Menschen ums Leben, 22 konnten sich retten.

## Flugzeug
Bei der verunglückten Maschine handelte es sich um eine Douglas DC-9-32, die im Werk von McDonnell Douglas in Long Beach, Kalifornien endmontiert wurde und ihren Erstflug am 21. Juli 1976 absolvierte. Am 16. Dezember 1976 wurde die DC-9 als fabrikneue Maschine an die Garuda Indonesia ausgeliefert. Die DC-9 wurde mit dem Luftfahrzeugkennzeichen PK-GNQ zugelassen und erhielt den Taufnamen Pawan. Das Flugzeug trug die Werksnummer 47741, es handelte sich um die 836. Douglas DC-9 aus laufender Produktion. Das zweistrahlige Schmalrumpfflugzeug war mit zwei Triebwerken des Typs Pratt & Whitney JT8D-9 ausgestattet.

## Flugverlauf und Unfallhergang
Die Maschine war vom Flughafen Sultan Iskandar Muda in Banda Aceh gestartet. Ihr Flug zum Flughafen Polonia in Medan verlief zunächst ohne besondere Vorkommnisse. Der Anflug wurde unter Zuhilfenahme des Instrumentenlandesystems durchgeführt. Zu diesem Zeitpunkt herrschte ein schwerer Sturm mit Starkregen über Medan. Die Maschine flog gegen einen Hochspannungsmast und stürzte anschließend vor der Landebahn zu Boden. Das Heckleitwerk brach ab, es kam zu einem Brand an Bord.

## Opfer
Bei dem Unfall wurden 23 Insassen der Maschine getötet, dabei handelte es sich um vier Besatzungsmitglieder und 19 Passagiere. Die Toten starben alle durch das Feuer und die Einatmung von Brandgasen und nicht etwa durch die Aufprallkräfte. Vier Besatzungsmitglieder und 18 Passagiere erlitten schwere Verletzungen.

## Ursache
Es wurde vermutet, dass es zu dem Unfall gekommen war, weil der Anflug während eines schweren Sturms durchgeführt wurde. Die Ermittler waren der Ansicht, dass die Maschine dabei Scherwinden ausgesetzt war, die zu dem Kontrollverlust geführt hatten.